# Duin (franchise)
Duin (oorspronkelijke Engelse titel: Dune) is een Amerikaanse sciencefiction-mediafranchise die zijn oorsprong vindt in de roman Duin uit 1965 van de Amerikaanse schrijver Frank Herbert en die nieuwe publicaties is blijven toevoegen. Duin wordt vaak omschreven als de best verkochte sciencefictionroman uit de geschiedenis. Het won de eerste Nebula Award voor beste roman en de Hugo Award in 1966, en werd later aangepast tot een film uit 1984, een televisieminiserie uit 2000 en een film uit 2021. Herbert schreef vijf sequels, waarvan de eerste twee gelijktijdig werden aangepast als miniserie uit 2003. Duin heeft ook bordspellen en een reeks computerspellen geïnspireerd.

## Boekenreeks
De zesdelige reeks sciencefictionromans van Frank Herbert (1920-1986). Duin verwijst naar de zandduinen van de woestijnplaneet Arrakis, die centraal staat in de boekenreeks. Duin is ook de bijnaam van deze planeet.
Sinds 2009 zijn de namen van planeten uit de Dune-romans overgenomen voor de werkelijke (non-fictieve) nomenclatuur van vlaktes en andere kenmerken op Titan, een van de manen van Saturnus.

## Ontstaan van de reeks
Het eerste boek, Duin, werd oorspronkelijk gepubliceerd in 1965 als twee afzonderlijke vervolgverhalen in het tijdschrift Analog. Het sloot aan bij Roger Zelazny's This Immortal voor de Hugo Award in 1966, en het won de Nebula Award, voor beste roman. Het is het eerste deel van de Dune-saga.
Het boek is met 20 miljoen exemplaren (in minstens 20 talen vertaald) het best verkochte sciencefictionboek ter wereld. De volgende titels met de geschiedenis van de familie Atreides en hun nakomelingen zijn Duin Messias, Kinderen van Duin, God-Keizer op Duin, Ketters van Duin en Duin Kapittel.
Tussen 1969 en 1985 bracht Herbert vijf vervolgwerken uit: Dune Messiah, Children of Dune, God Emperor of Dune, Heretics of Dune en Chapterhouse: Dune.
De boekenreeks werd na de dood van Frank Herbert voortgezet door zijn zoon Brian Herbert en Kevin J. Anderson, die een aantal prequels en verhalen over de drie belangrijkste geslachten uit Duin (Atreides, Harkonnen en Corrino) schreven.

## Adaptaties
Adaptaties en verfilmingen van de roman zijn notoir moeilijk en ingewikkeld gebleken. In de jaren zeventig probeerde cultfilmmaker Alejandro Jodorowsky de roman te verfilmen. Na bijna drie jaar in ontwikkeling te zijn geweest werd het project geannuleerd omdat het benodigde budget alsmaar bleef groeien. In 1984 kwam de door David Lynch geregisseerde film Dune uit in de bioscopen, en deze ontving voornamelijk negatieve reacties. In de film speelden onder meer Kyle MacLachlan, Gordon Sumner en Patrick Stewart. 
Een derde verfilming, geregisseerd door Denis Villeneuve, werd uitgebracht op 3 september 2021. Ook werd het boek in 2000 uitgegeven in de vorm van de Sci-Fi Channel-miniserie Frank Herbert's Dune, en in 2003 kwam het vervolg Frank Herbert's Children of Dune, welke de gebeurtenissen van Dune Messiah en Children of Dune combineert. Tevens volgden een reeks computerspellen, een bordspel, liedjes, strips en een reeks follow-ups, waaronder prequels en sequels, die mede werden geschreven door Kevin J. Anderson en de zoon van de auteur, Brian Herbert, vanaf 1999.

## Samenvattingen van de boeken

### Duin

Dune eerste editie logo.

We schrijven het jaar 10191. Het keizerrijk, bestaand uit talloze planeten, berust op een politieke driepoot. Eén poot wordt gevormd door de Padishah Keizer Shaddam IV, die heerst over het bekende universum. De tweede poot is de Landsraad, een vereniging van Geslachten, of edele families, die te vergelijken is met de middeleeuwse Rijksdag. De derde poot bestaat uit het Ruimtegilde, een organisatie die een monopolie heeft op interstellair transport.
Voor de interstellaire ruimtevaart heeft het Gilde een zeer waardevolle grondstof nodig, specie of melange genoemd. De melange is een geestverruimende en levensverlengende stof die mensen in staat stelt visioenen te krijgen. De navigators van het Gilde gebruiken de specie om een veilige koers uit te zetten voor de enorme Hooglinieschepen van het Gilde. Deze grondstof is echter zeer verslavend en heeft bij onthouding de dood tot gevolg. De specie komt maar op één plek voor: de dorre, hete woestijnplaneet Arrakis, door de inheemse bewoners "Duin" genoemd.
Het winnen van deze grondstof is een hachelijke zaak vanwege de zware coriolisstormen, maar vooral vanwege de grote zandwormen. Kleine exemplaren zijn al 150 meter lang en twintig meter dik, en ze verslinden alles wat op hun pad komt.
De Keizer vreest de familie Atreides, waar het boek om draait. De hertog Leto Atreides wordt zeer populair in de Landsraad, en de Keizer is bang voor zijn invloed op de andere Grote Geslachten. Daarom smeedt hij een complot tegen het Geslacht Atreides.
Al lange tijd is Arrakis een leen van de aartsvijand van Geslacht Atreides, het kwaadaardige Geslacht Harkonnen, dat de inheemse bewoners, de Vrijmans, wreed onderdrukt. De Keizer spreekt met baron Vladimir Harkonnen af de planeet tijdelijk aan de Atreides te geven. De Harkonnen zullen zich terugtrekken, en later samen met de gevreesde elite-troepen van de Keizer, de Sardaukar, vermomd in Harkonnen-uniform, Geslacht Atreides aanvallen. Het verraad slaagt en de Hertog wordt gedood, maar zijn concubine Vrouwe Jessica (een Bene Gesserit) en zijn zoon Paul Atreides weten te ontkomen.
Jessica en Paul worden opgenomen in een stam van de inheemse bewoners, de Vrijmans. Paul weet het vertrouwen van de Vrijmans te winnen: zijn voorkomen en optreden komen overeen met een oude legende van de Vrijmans waarin een Messias met buitengewone gaven hen zal bevrijden uit slavernij en hen weg zal voeren naar groene gronden. Hij krijgt een eigen Vrijmanse naam, "Muad'Dib", genoemd naar de woestijnmuis. Voor de vest waarin hij woont, krijgt hij zijn eigen bijnaam: "Usul", of "voet van de pilaar". Paul "Muad'Dib" Atreides traint Vrijmans om met een enorme bekwaamheid te vechten. Meer en meer beginnen de Vrijmans Paul inderdaad te zien als de Mahdi, de beloofde Messias in hun overlevering. De Fedaykin, zoals Pauls elitetroepen worden genoemd, worden steeds sterker, en uiteindelijk besluit Paul de confrontatie aan te gaan.
Paul heeft in de Vrijmans een sterk wapen. Niemand weet zoveel van de woestijn als zij. Ze verbergen zich in grotten, kunnen vechten als de beste, en kunnen zelfs de zo gevreesde zandwormen berijden, wat niemand anders kan. Pauls Fedaykin blijven Harkonnense specie-oogsters aanvallen, en Geslacht Harkonnen wordt daar flink nerveus van. De productie stagneert, en de Keizer besluit persoonlijk orde op zaken te stellen met zijn eigen troepen, de Sardaukar. De Fedaykin weten een Sardaukar-soldaat gevangen te nemen, en Paul stuurt hem terug naar de Keizer met een zeer gewaagde boodschap: als de Sardaukar zich nu niet onmiddellijk terugtrekken, zal Paul de specie vernietigen. Het Gilde, dat voor de interstellaire ruimtevaart afhankelijk is van de specie, wordt bang: hoewel het gebruik van de specie een beperkte vorm van in de toekomst kijken toelaat, maakt de dreiging van Paul Atreides de toekomst zó onzeker dat zij niet meer kunnen inschatten wat er kan gebeuren. Het Gilde zwicht, en weigert verdere troepen op Arrakis te laten landen.
Paul draagt nu zijn troepen op de hoofdstad Arrakeen aan te vallen. Als de Vrijmans op de rug van de zandwormen de hoofdstad aanvallen, is de verrassing compleet. De Harkonnens zijn verslagen, Paul heeft de planeet Arrakis terug, en dreigt de specieproductie permanent te stoppen als de Keizer niet onmiddellijk zijn troon aan hem afstaat. De Keizer heeft geen keuze. Hij draagt de troon over en trekt zich terug.

### Duin Messias
Paul Atreides is al twaalf jaar regerend keizer van het heelal, een titel die hij heeft gekregen door de titel van messias te aanvaarden van de inheemse Vrijmans. Door deze religieuze titel te aanvaarden heeft hij met de fanatieke Vrijmans een hele jihad ontketend door het hele universum. Al zestig miljard mensen zijn daarbij gestorven, maar Paul ziet in zijn visioenen dat de geschiedenis een veel verschrikkelijker wending kan nemen.
Ondertussen zijn er veel partijen die samenzweren tegen de troon.
Het Geslacht Corrino, waar de vorige keizer vandaan kwam, wil de troon terug.

De Bene Gesserit hebben geen controle meer over Paul, die het grootste succes van hun teeltprogramma had moeten zijn (eigenlijk is Paul een generatie te vroeg geboren: de Bene Gesserit hadden liever gehad dat Jessica een dochter baarde die met Feyd-Rautha Harkonnen had kunnen trouwen). Het Ruimtegilde wil niet langer aan de voeten liggen van Paul. Zij hebben de specie nodig om hun werk te kunnen doen, maar de specie komt alleen binnen bij de gratie van Keizer Paul Atreides. Als geschenk geeft het Ruimtegilde hem Hayt, de ghola (kloon) van Duncan Idaho. In Hayt schuilt een gevaar voor Paul.
Maar Paul heeft nog meer problemen. Naast zijn visioenen, die weinig goeds voorspellen, en de samenzweerders, heeft hij ook problemen met nageslacht. Irulan Corrino, de officiële vrouw van Paul, met hem getrouwd opdat Paul legaal de keizerlijke troon van Irulans vader kon claimen, doet in het geheim anticonceptiemiddelen in het eten van Pauls concubine en minnares Chani.
Paul weet dit, maar heeft in zijn visioenen gezien dat de geboorte van nageslacht uit Chani haar dood zou betekenen.
Chani is niet op de hoogte van dit visioen, en schakelt over op een dieet met een hoog specie-gehalte om haar kansen op een kind te verhogen, onwetend van het gif.
De samenzweerders besluiten Paul weg te lokken door hem te roepen naar het huis van een oude vriend. Als hij uit het huis vertrekt, laten ze een steenbrander af gaan, een nucleair wapen dat een speciale straling afgeeft waardoor Paul, die net buiten de ontploffingsradius stond, zijn ogen verbrandt. Voortaan moet hij het met zijn visioenen doen. Hij kiest ervoor de visioenen die hij ziet tot in de details te volgen, zodat de beelden in de visioenen overeenstemmen met de werkelijkheid. Het nadeel is dat als hij ook maar een beetje afwijkt van de visioenen, die visioenen niet meer het juiste verhaal zullen vertellen, wat hem dus zo goed als blind zou maken.
Ondertussen is de hoogzwangere Chani naar Vest Tabr gebracht, waar ze twee kinderen baart. Ze verliest echter, zoals Pauls visioenen hem al vertelden, haar leven bij de geboorte. De gebeurtenissen doen het geheugen van Duncan Idaho in de ghola Hayt volledig terugkomen.
De Tleilaxu gelaatsdanser Scytale biedt Paul, met het mes op de keel van de tweeling, aan om Chani opnieuw tot leven te wekken (in de vorm van een 'ghola', een kloon) in ruil voor de troon. Een laatste visioen staat Paul toe door de ogen van zijn pasgeboren zoon te kijken. Gebruikmakend van deze situatie werpt Paul een mes, en doodt zo de laatste tegenstander van de troon.
Met een troonopvolger en familie die de kinderen kan beschermen, kan Paul nu in Vrijmanse traditie voor blinde mensen de woestijn in gaan om te sterven. Daarmee wint hij het respect en trouw van de Vrijmans als een man, en niet als een godheid.
Maar zijn de kinderen echt veilig? Dit wordt beschreven in het derde boek in de serie: Kinderen van Duin.

### Kinderen van Duin
Er zijn enkele jaren verstreken nadat Paul de woestijn is ingegaan. De planeet Arrakis is nu steeds voller met vegetatie en er zijn nog steeds minder zandwormen over, want water is dodelijk voor de wormen. Het Ruimtegilde voorziet problemen doordat de specieproductie steeds verder slinkt. Het hele heelal doet mee aan de Jihad die Paul voor zijn dood heeft afgekondigd. Pauls kinderen zijn nog niet volwassen genoeg om te heersen, dus Alia, de zuster van Paul, wordt de regentes. Uit de woestijn komt telkens een man die zichzelf de prediker noemt. Hij verkondigt de mensen niet meer Muad'Dib te volgen.
Als een moordaanslag op de kinderen Leto en Ghanima door henzelf wordt verijdeld, duikt Leto onder in een geheime veste en Ghanima vertelt dat Leto is omgekomen. In deze veste gaat Leto onderzoek doen naar de Gouden Weg. Zijn vader Paul durfde deze weg niet te bewandelen omdat het bewandelen hiervan de wandelaar gek maakt. Alia probeerde het ook, maar haar opa, de Baron Harkonnen (die zij zelf vermoord heeft), bezoekt haar in haar dromen en neemt langzamerhand bezit van haar geest.
Leto gebruikt een speciaal specie-dieet zodat zijn hele lichaam verzadigd is met specie. Dan in de woestijn vangt hij enkele zandflorellen. Zandflorellen zijn kleine 'visjes' die al het water uit zand opzuigen en zich daarna ontwikkelen tot een zandworm. Doordat Leto vol zit met specie, hechten de zandflorellen zich aan Leto's huid (want het specie is afkomstig van de zandwormen). Hierdoor wordt Leto enorm sterk en machtig en transformeert hij heel langzaam, in de loop van eeuwen, zelf naar een zandworm. Ondertussen hebben Jessica en Wensica het plan opgevat voor een alliantie. Deze alliantie wordt bezegeld door de zoon van Wensica Farad'n, de troonopvolger van Geslacht Corrino, en Ghanima in het huwelijk te laten treden. Op dat moment komt de prediker op het plein van de tempel een laatste verkondiging doen. Hij maakt zich bekend als Paul. Hij wordt door een van Alia's priesters gedood. Alia wordt totaal beheerst door de Baron Harkonnen zodat ze uiteindelijk zelfmoord pleegt.

### God-Keizer op Duin
Leto neemt de verantwoording om het totale bekende universum te regeren. Door zijn transformatie kan hij vele malen ouder worden dan de gebruikelijke mens. Om de macht te kunnen hebben over alles binnen het bekende universum, legt hij de uitgifte van specie aan banden. Alle machthebbers moeten bij hem komen smeken om een kleine hoeveelheid te kunnen krijgen. Hiervoor stelt hij strenge eisen en legt hiermee zware straffen op tijdens het jaarlijkse bepalen van het quotum van iedere groep.
Zijn doel is de gouden weg, die zijn vader niet durfde te nemen, te gaan uitvoeren in het universum. De gouden weg heeft als doel dat individuen niet langer zichtbaar zijn voor de voorstellende blik. Hierdoor kan niemand de toekomst meer beïnvloeden.
Hiervoor stuurt hij de voortplanting van zijn eigen vrouwelijke privé leger, de Vissprekers.
De gehele planeet is nu vol met bomen, planten en andere vegetatie, op een klein gebied van woestijn na. Te klein om wormen in te laten leven.
Uiteindelijk lukt het Leto om een meisje te creëren dat niet zichtbaar is. Dit meisje zal via haar bloedlijn de eigenschap doorgeven.
Om haar leven te garanderen offert Leto zich uiteindelijk op.

### Ketters van Duin
Wij schrijven duizenden jaren na de val van God-Keizer Leto II die het rijk honderden generaties met strakke hand regeerde. Op zijn dood volgde de Verstrooiing van zijn voormalige onderdanen door het heelal. Van deze triljarden keren nu eindelijk kleine aantallen terug naar het rijk: ingrijpend veranderd, en er gaat een onbenoembare dreiging van hen uit. Sommigen hebben ginds blijkbaar nieuwe geestelijke vermogens verworven waarbij de 'oude' mens in de schaduw komt te staan.
De vrouwen van de Bene Gesserit en de fanatieke levenkunstenaars van de Tleilaxu, twee gesloten genootschappen bijna zo oud als de geschiedenis, hebben zich allengs hersteld van de ontwrichtingen uit de onderworpen periode tijdens Leto II en strijden al met elkaar om het voortbestaan - aanvankelijk zonder zich goed te realiseren dat hun veranderde, vroegere soortgenoten die uit de Verstrooiing terugkeren, ook plannen hebben.
Rakis - eens Arrakis of Duin, en opnieuw een woestijnwereld geworden waar de reusachtige zandwormen van eertijds onbetwist heersen - wordt het uiteindelijke strijdtoneel.

### Duin Kapittel
Enkele jaren na Ketters van Duin bereikt de strijd tussen de Zusters van de Bene Gesserit en de oorlogszuchtige Achtenswaardige Matres uit de Verstrooiing, hun psychopathische tegenstanders, een gewelddadig hoogtepunt.
De Bene Gesserit, een gesloten Zusterorde bijna zo oud als de geschiedenis, beijvert zich sinds haar oprichting voor het volwassen maken van de mensheid. Zware beproevingen moesten de 'heksen' doorstaan onder het duizenden jaren durende bewind van de God-Keizer Leto II. Met hun nietsontziende overmacht onderwerpen de Achtenswaardige Maters nu de ene planeet na de andere, en de bolwerken van de Zusters verschroeien zij vanuit de ruimte - zoals het aloude Duin, nu alleen nog een rokende sintelklomp.
De Kapittelplaneet van de Bene Gesserit hebben zij nog niet opgespoord. Uiteindelijk moeten de Zusters grootse prestaties van de geest leveren om ook maar een kans op zelfbehoud te maken in de beslissende krachtmeting, de laatste slag...

## Lijst van Nederlandstalige boeken in de Duin-serie
- Door Frank Herbert

Duin, verschenen in 1965 (Dune, vertaling in 1975 door M.K. Stuyter SJ, pseudoniem van Mieke Groot, 562 pagina's), in 2021 verscheen de 25de druk. Digitale uitgave 2017 ISBN 978-90-214-0768-5.
Duin Messias, verschenen in 1969 (Dune Messiah, vertaling in 1975 door M.K. Stuyter SJ, 245 pagina's), reeds in 2003 verscheen de 17de druk. Digitale uitgave 2018 ISBN 978-90-214-1464-5.
Kinderen van Duin, verschenen in 1976 (Children of Dune, vertaling in 1976 door M.K. Stuyter SJ, 449 pagina's), reeds in 1996 verscheen de 12de druk. Digitale uitgave 2018 ISBN 978-90-214-0768-5.
God-Keizer op Duin, verschenen in 1981 (God Emperor of Dune, vertaling in 1982 door M.K. Stuyter SJ, 448 pagina's), reeds in 1996 verscheen de 7e druk. Digitale uitgave 2018 ISBN 978-90-214-1274-0.
Ketters van Duin, verschenen in 1984 (Heretics of Dune, vertaling in 1985 door M.K. Stuyter SJ, 519 pagina's), reeds in 1996 verscheen de 6e druk. Digitale uitgave 2019 ISBN 978-90-214-1533-8.
Duin Kapittel, verschenen in 1985 (Chapterhouse: Dune, vertaling in 1986 door M.K. Stuyter SJ, 484 pagina's), reeds in 1996 verscheen de 4e druk. Digitale uitgave 2019 ISBN 978-90-214-1704-2.
Hiermee verscheen een van de grootste SF-sagen aller tijden, samen een boek van 2707 pagina's.
- Door Brian Herbert (zoon van Frank Herbert) en Kevin J. Anderson

Voorspel tot Duin (Prelude to Dune)
Huis Atreides, verschenen in 1999 (House Atreides, vertaling in 1999 door Vincent van der Linden, 575 pagina's).
Huis Harkonnen, verschenen in 2000 (House Harkonnen, vertaling in 2000 door Vincent van der Linden, 582 pagina's).
Huis Corrino, verschenen in 2001 (House Corrino, vertaling in 2001 door Vincent van der Linden, 541 pagina's).
Legenden van Duin (Legends of Dune)
De Butlerse Jihad, verschenen in 2002 (The Butlerian Jihad, vertaling in 2001 door Vincent van der Linden, 576 pagina's).
De Machine Oorlog, verschenen in 2004 (The Machine Crusade, vertaling in 2004 door Vincent van der Linden, 550 pagina's).
De slag om Corrin, verschenen in 2004 (The Battle of Corrin, vertaling in 2004 door Vincent van der Linden, 572 pagina's).
Boek tussen de delen Duin Messias & Kinderen van Duin:
Prinses van Duin, verschenen in 2009 (The Winds of Dune, vertaling in 2009 door Lia Belt, 445 pagina's).
Vervolg op originele Duin serie
Jagers van Duin, verschenen in 2006 (Hunters of Dune, vertaling in 2006 door Frans Hille, 460 pagina's). Dit is het eerste deel van 2 delen die duin 7 hadden moeten worden.
Zandwormen van Duin, (Sandworms of Dune, 480 pagina's) is het tweede deel van wat oorspronkelijk Duin 7 had moeten worden. Het boek is verschenen op 7 augustus 2007 (Engelse uitgave).
Paul van Atreides, verschenen in 2008 (Paul of Dune, vertaling in 2009 door Lia Belt, 508 pagina's).
De Zusters van Duin, verschenen in 2013 (Sisterhood of Dune, vertaling in 2013 door Lia Belt, 539 pagina's).
Ontstaansgeschiedenis
De weg naar Duin, verschenen in 2005 (The Road to Dune, vertaling in 2006 door Piet Verhagen, Rosemarie de Bliek, Fabe Bosboom en Fanneke Cnossen, 431 pagina's). Dit is een verzameling teksten van Frank Herbert die deel uitmaken van het wordingsproces van Duin. De bundel bevat o.a. het verslag van zijn fascinatie voor de beplanting van duingebieden, de eerste versie van een verhaal dat later zal leiden tot Duin, en hoofdstukken of paragrafen die gesneuveld zijn tijdens de publicatie als tijdschriftverhaal.

## In andere media

### Films
| Film                  | Première                          | Regisseur        | Schrijver(s)                               | Producent(en)                                                                   |
| --------------------- | --------------------------------- | ---------------- | ------------------------------------------ | ------------------------------------------------------------------------------- |
| Universal Pictures    |                                   |                  |                                            |                                                                                 |
| Dune                  | 3 december 1984 (Washington D.C.) | David Lynch      | David Lynch                                | Raffaella De Laurentiis                                                         |
| Warner Bros. Pictures |                                   |                  |                                            |                                                                                 |
| Dune                  | 3 september 2021 (Venetië)        | Denis Villeneuve | Jon Spaihts, Denis Villeneuve en Eric Roth | Mary Parent, Denis Villeneuve, Cale Boyter en Joe Caracciolo jr.                |
| Dune: Part Two        | 6 februari 2024 (Mexico-Stad)     | Denis Villeneuve | Jon Spaihts en Denis Villeneuve            | Mary Parent, Cale Boyter, Patrick McCormick, Denis Villeneuve en Tanya Lapointe |

### Televisieseries
| Serie            | Seizoen | Afleveringen | Originele uitzenddatum | Originele uitzenddatum | Gebaseerd op                      |
| Serie            | Seizoen | Afleveringen | Eerste uitgezonden     | Laatste uitgezonden    | Gebaseerd op                      |
| ---------------- | ------- | ------------ | ---------------------- | ---------------------- | --------------------------------- |
| Sci Fi Channel   |         |              |                        |                        |                                   |
| Dune             | 1       | 3            | 3 december 2000        | 6 december 2000        | Duin                              |
| Children of Dune | 1       | 3            | 16 maart 2003          | 18 maart 2003          | Duin Messias en Kinderen van Duin |
| HBO              |         |              |                        |                        |                                   |
| Dune: Prophecy   | 1       | 6            | 17 november 2024       | 22 december 2024       | Great Schools of Dune             |

### Computerspellen
| Computerspel             | Uitgebracht | Ontwikkelaar(s)                       | Uitgever(s)                                             | Platform(en)                              |
| ------------------------ | ----------- | ------------------------------------- | ------------------------------------------------------- | ----------------------------------------- |
| Dune                     | 1992        | Cryo Interactive                      | Virgin Games                                            | Amiga, MS-DOS en Sega Mega-CD             |
| Dune II                  | 1992        | Westwood Studios                      | Virgin Games                                            | Amiga, MS-DOS, RISC OS en Sega Mega Drive |
| Dune 2000                | 1998        | Intelligent Games                     | Westwood Studios, Virgin Interactive en Electronic Arts | Microsoft Windows en PlayStation          |
| Emperor: Battle for Dune | 2001        | Intelligent Games en Westwood Studios | Electronic Arts                                         | Microsoft Windows                         |
| Frank Herbert's Dune     | 2001        | Widescreen Games                      | Cryo Interactive en DreamCatcher Interactive            | Microsoft Windows en PlayStation 2        |
| Dune: Spice Wars         | 2022        | Shiro Games                           | Funcom                                                  | Microsoft Windows en Xbox Series X/S      |
| Dune: Awakening          | 2025        | Funcom                                | Funcom                                                  | Windows, PlayStation 5, Xbox Series X/S   |

### Bordsspellen
| Bordspel       | Uitgebracht | Ontwerper(s)                                | Uitgever(s)       |
| -------------- | ----------- | ------------------------------------------- | ----------------- |
| Dune           | 1979        | Bill Eberle, Jack Kittredge en Peter Olotka | Avalon Hill       |
| Dune           | 1984        | Brad Stock                                  | Parker Brothers   |
| Dune: Imperium | 2020        | Paul Dennen                                 | Dire Wolf Digital |

### Kaartspellen
| Kaartspel | Uitgebracht | Ontwerper(s)                    | Uitgever(s)                                         |
| --------- | ----------- | ------------------------------- | --------------------------------------------------- |
| Dune      | 1997        | Owen Seyler en Matthew Colville | Five Rings Publishing Group en Wizards of the Coast |

## Overige
- De Duitse componist en muzikant Klaus Schulze bracht in 1979 het album Dune uit, dat is geïnspireerd op deze serie. Vele jaren later, in 2022, verscheen postuum zijn laatste album: Deus Arrakis, dat eveneens is geïnspireerd op deze serie.